# Joaquim Machado
Pour les articles homonymes, voir Machado.
Joaquim Machado est un footballeur portugais né le 20 février 1923 à Leça da Palmeira et mort le 13 février 2015. Il évoluait au poste de milieu.

## Biographie

### En club
Joaquim Machado est joueur du FC Porto durant toute sa carrière de 1945 à 1955,,.
Il dispute un total de 184 matchs pour 16 buts marqués en première division portugaise,.

### En équipe nationale
International portugais, il reçoit deux sélections en équipe du Portugal.  Le 23 mai 1948, il dispute un match amical contre la république d'Irlande (victoire 2-0 à Oeiras). Le 20 avril 1952, à nouveau en amical, il joue contre la France (défaite 0-3 à Colombes).